# Symphitoneuria sabaensis
Symphitoneuria sabaensis is een schietmot uit de
familie Leptoceridae. De soort komt voor in het Oriëntaals gebied.